# Risco permissível
Dentro da hidrologia estatística, o risco permissível está associado a escolha do período de retorno. a qual deverá ser precedida de um estudo do risco associado aos danos provocados por um evento hidrológico superior ao de projeto durante a vida útil da obra. O risco permissível da obra falhar uma ou mais vezes ao longo da sua vida útil:
Onde T é o período de retorno e n é a vida útil da obra (tudo em anos). Para canalizações de rios e redes de drenagem em zonas urbanas, o tempo de recorrência adotado é geralmente de vinte a cem anos.